# Lucas Arcanjo
Lucas Willians Assis Arcanjo (Piritiba, 5 de agosto de 1998) é um futebolista brasileiro que atua como goleiro. Atualmente joga pelo Vitória. 

## Carreira
O pai de Lucas Arcanjo, Geraldo, também foi goleiro, e foi sua principal inspiração no início da carreira. Dos 8 aos 14 anos, Arcanjo treinou futebol na fazenda da família antes de ingressar nas categorias de base do Galícia em 2014. No ano seguinte, transferiu-se para a base do Vitória, onde permaneceu até ser promovido ao time principal em 2019.
No início da trajetória como profissional, dividia seu tempo entre o time principal e o sub-23 do clube. Em 23 de abril de 2021, renovou seu contrato com o Vitória até 2023.
Em julho de 2022, sofreu uma lesão no ombro que o afastou dos gramados pelo restante da temporada. Retornou em 2023, sendo titular absoluto na campanha do acesso à Série A e referência defensiva da equipe.
Em maio de 2023, Arcanjo alcançou a marca de 100 jogos como profissional pelo clube. No dia 27 de julho de 2023, renovou seu vínculo com o Vitória até 2026.
Em março de 2025, se tornou o segundo goleiro com mais jogos oficiais pelo Vitória (186 jogos), atrás apenas de Borges (293 partidas).

## Títulos
Vitória
- Campeonato Brasileiro Série B: 2023[9]
- Campeonato Baiano: 2024[9]